# Danell Leyva
Danell Leyva González (Cárdenas, 30 de outubro de 1991) é um ginasta cubano, natualizado estadunidense, que compete em provas de ginástica artística.
Em 2008, no Campeonato Nacional Júnior dos Estados Unidos, Leyva ganhou a medalha de ouro nas barras paralelas, barra fixa, cavalo com alças e no individual geral. No mesmo ano foi o campeão da barra fixa no Campeonato Pan-Americano, na Argentina.
Em 2010 foi medalhista de ouro nas barras paralelas e de prata no individual geral durante o Campeonato Nacional Sênior estadunidense. No ano anterior ele se tornou o mais jovem membro da equipe nacional sênior dos Estados Unidos aos 17 anos, e ganhou a medalha de ouro na barra fixa e a medalha de prata nas barras paralelas.
Durante o Campeonato Mundial de Tóquio, em 2011, Leyva conquistou uma medalha de bronze na final por equipes e um ouro individual, ao obter a melhor nota (15.633) entre os finalistas das barras paralelas.
Seu padrasto e treinador, Yin Álvarez e sua mãe, María González, foram membros da equipe nacional de ginástica de Cuba. González fugiu para Miami quando Leyva ainda era um bebê. Em 2012, Leyva passou por uma cirurgia no rosto onde foi necessário 80 pontos após sofrer um ataque de um de seus cães, período em que se preparava para a American Cup.